# Sigurðr Hákonarson
Sigurd Hákonarson (c. 890 – Skatval, 962) fu Jarl di Lade, nella regione di Trøndelag.

## La vita
Sigurðr Hákonarson nacque attorno all'890 da Håkon Grjotgardsson, primo Jarl di Lade. Nel 900 suo padre entrò in conflitto con Atle Mjove, detto il Magro, per il controllo della regione di Sogn, giungendo così  alla Battaglia di Fjaler dove Håkon perse la vita e Atle Mjove rimase gravemente ferito, cosa che gli costò la stessa sorte del rivale. Il titolo di jarl passò dunque a Sigurd che, raggiunta la maturità, si sposò con Bergljot Toresdottir, matrimonio dal quale nacque Haakon Sigurdsson. Sua moglie era la figlia di Tore Teiande Ragnvaldsson, che nell'892 era divenuto jarl di Møre og Romsdal a seguito della morte del proprio padre Ragnvald Eysteinsson.

Durante il regno di Haakon I di Norvegia, Sigurd mantenne una posizione di potere perché amico e consigliere del re e in particolar modo cercò di mediare fra il sovrano ed il popolo, mentre il primo iniziava la cristianizzazione della Norvegia. Haakon morì nel 961 nella Battaglia di Fitjar ucciso da Harald II di Norvegia, figlio di Erik I di Norvegia, che gli succedette al trono.

Nell'autunno del 962 Sigurd ed i suoi uomini vennero bruciati vivi dagli uomini di Harald II nei pressi dell'odierno villaggio di Skatval nella regione dello Stjørdal e la sua morte va registrata insieme agli omicidi di molti altri nobili che Harald compì nel tentativo di riunire tutto il paese sotto il suo solo comando.

Nel 970 Sigurd venne vendicato dal figlio Hákon Sigurðarson che, agendo insieme ad Aroldo I di Danimarca uccise Harald II.
Fra i poeti che vivevano alla corte di Sigurd va ricordato Kormákr Ögmundarson, frammenti di quanto lui scrisse il Sigurðardrápa sono conservati nell'Heimskringla e nella Skáldskaparmál